# Palau de Noguera (antic municipi)
|  | Aquest article és sobre l'antic municipi d'aquest nom. Per a la vila, vegeu Palau de Noguera. |

| \| ← \| 1812 — 1972 \| → \|                   |                    |   |
| Escut d'armes                                 |                    |   |
| L'antic terme de Palau de Noguera             |                    |   |
| Període històric                              | Edat Contemporània |   |
| • Creació del municipi (Constitució de Cadis) | 1812               |   |
| • Annexió a Tremp                             | 1972               |   |
| Altitud                                       | 451.8 m            |   |
| Superfície                                    |                    |   |
| • 1972                                        | 2,71 km2           |   |
| Població                                      |                    |   |
| • 1860                                        | 623                |   |
| • 2006                                        | 137                |   |
| ←                                             | 1812 — 1972        | → |

Palau de Noguera és un antic municipi del Pallars Jussà creat el 1812 a partir del desplegament de la Constitució de Cadis i agregat l'any 1972 al terme municipal de Tremp.

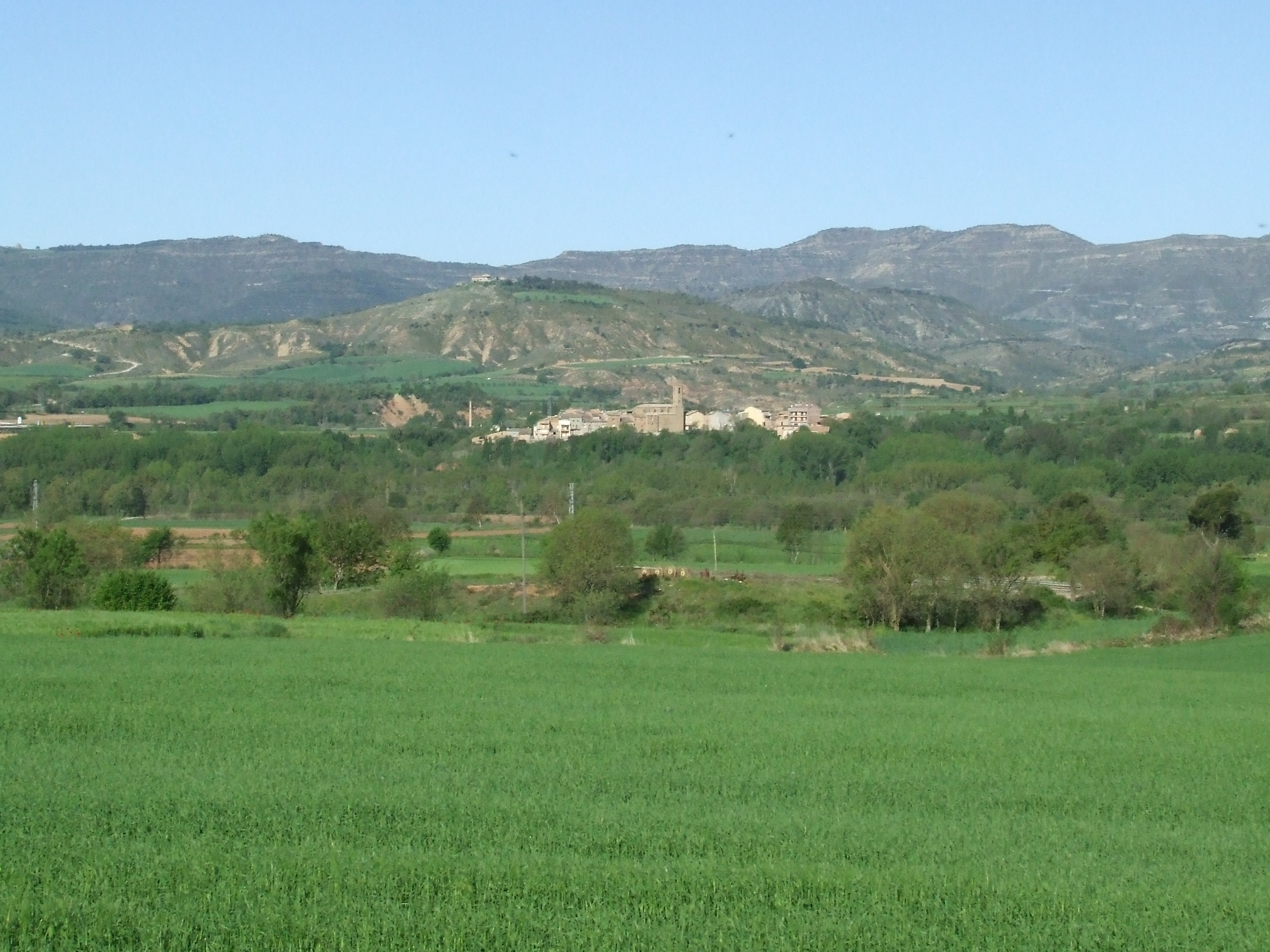
Palau de Noguera i el seu terme des de Vilamitjana

 Amb aquesta annexió, el terme pallarès més petit, Tremp, fou incrementat amb els antics termes d'Espluga de Serra, Fígols de Tremp (o de la Conca), Gurp de la Conca, Palau de Noguera, Sapeira, Suterranya i Vilamitjana, i es convertí en el de més extensió, del Pallars Jussà i de tot Catalunya.
El terme de Palau de Noguera ha tingut sempre dos sectors, separats pels termes de Talarn i de Castell de Mur (antigament, pel terme de Mur). El sector més gran incloïa la vila de Palau de Noguera, i el més petit, el poble de Puigcercós.
El sector de Palau de Noguera limitava a llevant, mitjançant la Noguera Pallaresa amb l'antic terme de Vilamitjana, amb el de Talarn a llevant, al nord i a ponent, i amb l'antic terme de Guàrdia de Tremp, ara de Castell de Mur, al sud i una mica a llevant. L'enclavat de Puigcercós té al sud i a ponent l'antic terme de Mur, ara de Castell de Mur, al nord pel de Talarn i al sud-est toca l'antic terme de Guàrdia de Tremp, actualment també de Castell de Mur.

## Geografia

### Descripció del terme
L'antic terme municipal de Palau de Noguera és molt petit. D'altra banda, l'enclavament de Puigcercós està explicat en el seu article.

#### El perímetre

##### Límit amb l'antic terme de Vilamitjana (Tremp)
El límit oriental està totalment constituït per la llera de la Noguera Pallaresa, amb l'extrem nord-est a 775 m. de la vila i el sud-est a 1,5 km. Aquest darrer punt és la confluència de la Llau de les Salades amb la Noguera Pallaresa.

##### Límit amb Talarn
Des del darrer lloc esmentat, el termenal. que és amb Talarn, s'adreça cap al nord-oest fins que troba la carretera C-13 (uns 850 m.). Quan ha trobat la carretera, la línia del terme torç al nord i segueix la carretera una mica més d'un quilòmetre i mig, i llavors trenca cap al nord-est, per adreçar-se a la Noguera Pallaresa a l'extrem sud del Pla de Palau, tancant així el petit terme d'1,12 km², que, sumats a l'1,59 de Puigcercós fan el total de l'antic terme de Palau de Noguera, separat de la resta del terme de Tremp per una franja d'amplada variable del terme municipal de Tremp.

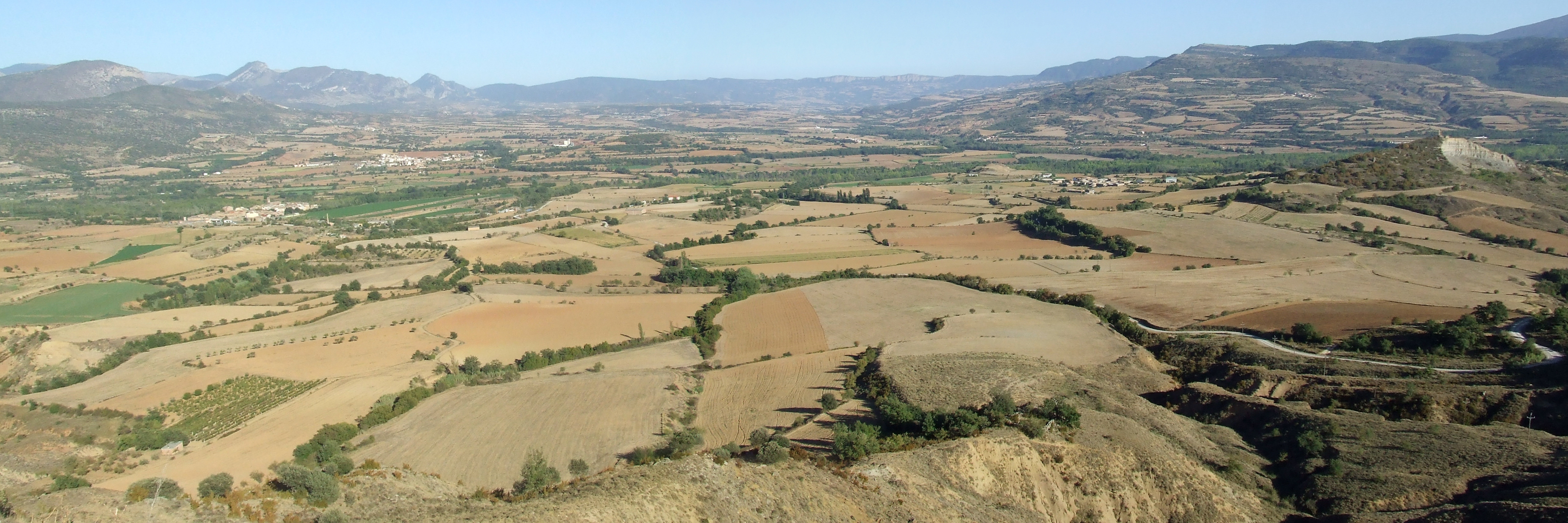
El terme de Palau de Noguera. Tanmateix, entre la vila de Palau i el poble de Puigcercós, hi ha una llenca del terme de Talarn

### Nuclis de població
| Entitat de població | Habitants |
| ------------------- | --------- |
| Palau de Noguera    | 85        |
| Puigcercós          | 52        |
| Font: Idescat       |           |

La vila de Palau de Noguera és l'únic nucli de població agrupada en el sector majoritari de l'antic terme municipal, però cal tenir en compte també el poble de Puigcercós, a l'enclavat d'aquest nom.
A part d'aquestes dues poblacions, cal tenir en compte l'església romànica de Sant Joan de Palau de Noguera, i el santuari de Sant Antolí.
| Nuclis de població de l'antic terme de Palau de Noguera | Nuclis de població de l'antic terme de Palau de Noguera |
| ------------------------------------------------------- | ------------------------------------------------------- |
| La vila de Palau de Noguera                             | El poble de Puigcercós                                  |
| La vila de Palau de Noguera                             | El poble de Puigcercós                                  |

## Història

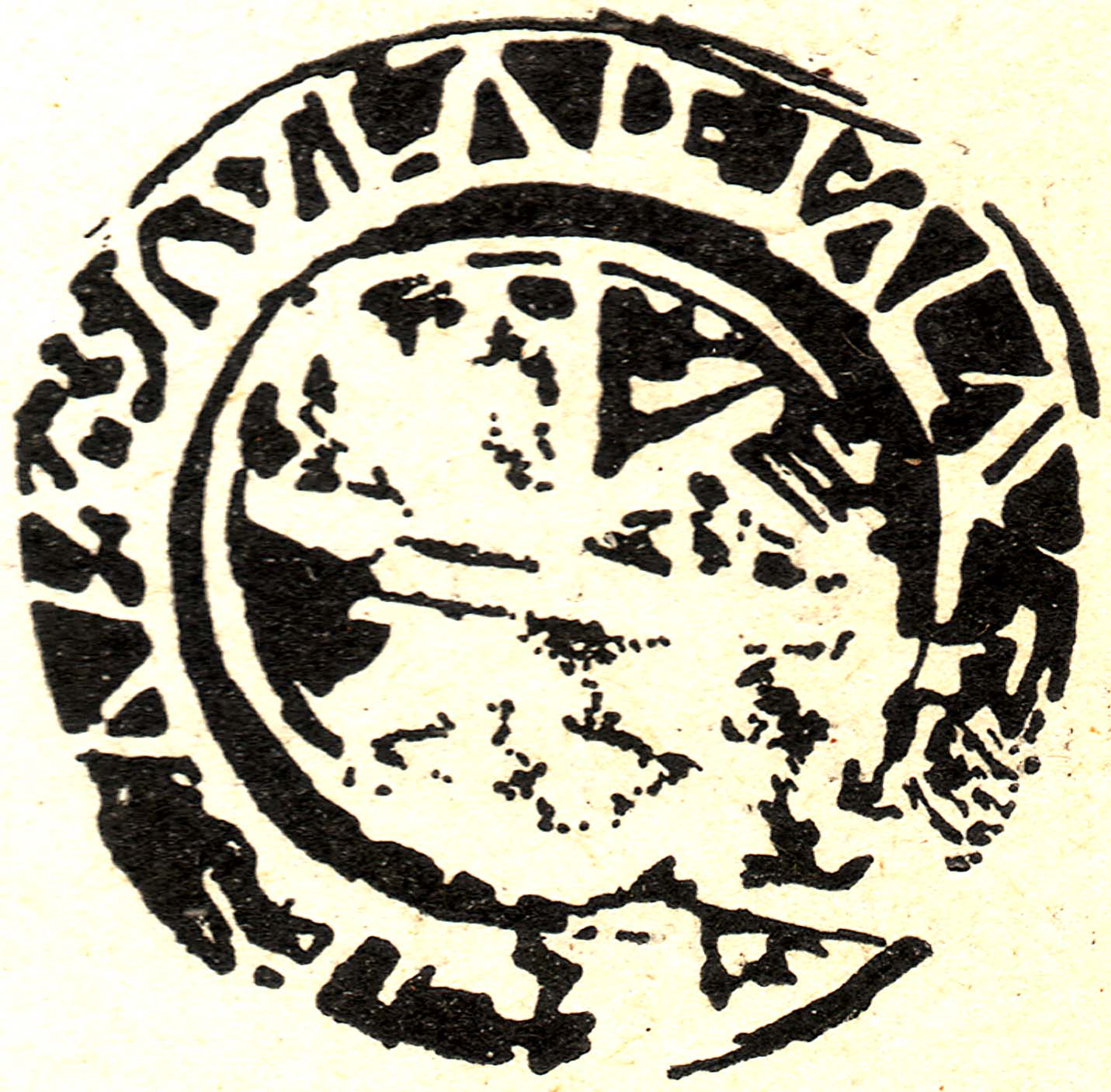
Segell municipal vers el 1900

El terme municipal de Palau de Noguera fou creat el 1812, amb la reforma administrativa de l'estat espanyol empresa a partir de la promulgació de la Constitució de Cadis. Ja des de la mateixa formació de l'ajuntament de Palau de Noguera hi apareix unit el terme del poble de Puigcercós, malgrat ser aquest darrer poble en un enclavament separat de la resta del terme. El municipi subsistí, amb el nom de Palau de Noguera, fins al 1972, any en què fou annexat al terme municipal de Tremp.
En el Diccionario geográfico... de Pascual Madoz apareix la vila de Palau de Noguera, amb article propi i, a part, el poble de Puigcercós. Pel que fa al terme, s'hi informa que és pla i de terra de qualitat mitjana; hi ha pocs arbres: només uns quants roures. Hi ha pocs horts de regadiu. La producció del terme és de vi, blat, sègol, ordi, civada, algunes hortalisses, poca fruita, cànem i seda. S'hi criava bestiar menut.
Els senyorius estigueren dividits: Palau de Noguera pertanyia a la Comanda de Susterris de l'Orde de l'Hospital de Sant Joan de Jerusalem (els hospitalers), i Puigcercós, a la Pabordia de Mur.

### L'antic ajuntament de Palau de Noguera
L'alcaldia de Palau de Noguera fou exercida, al llarg dels anys, per les persones següents:
- Antoni Josep Bollich (1889)
- Pere Porta (1890)
- Joaquim Piró (1894)
- Esteve Trepat (1898)

## Comunicacions

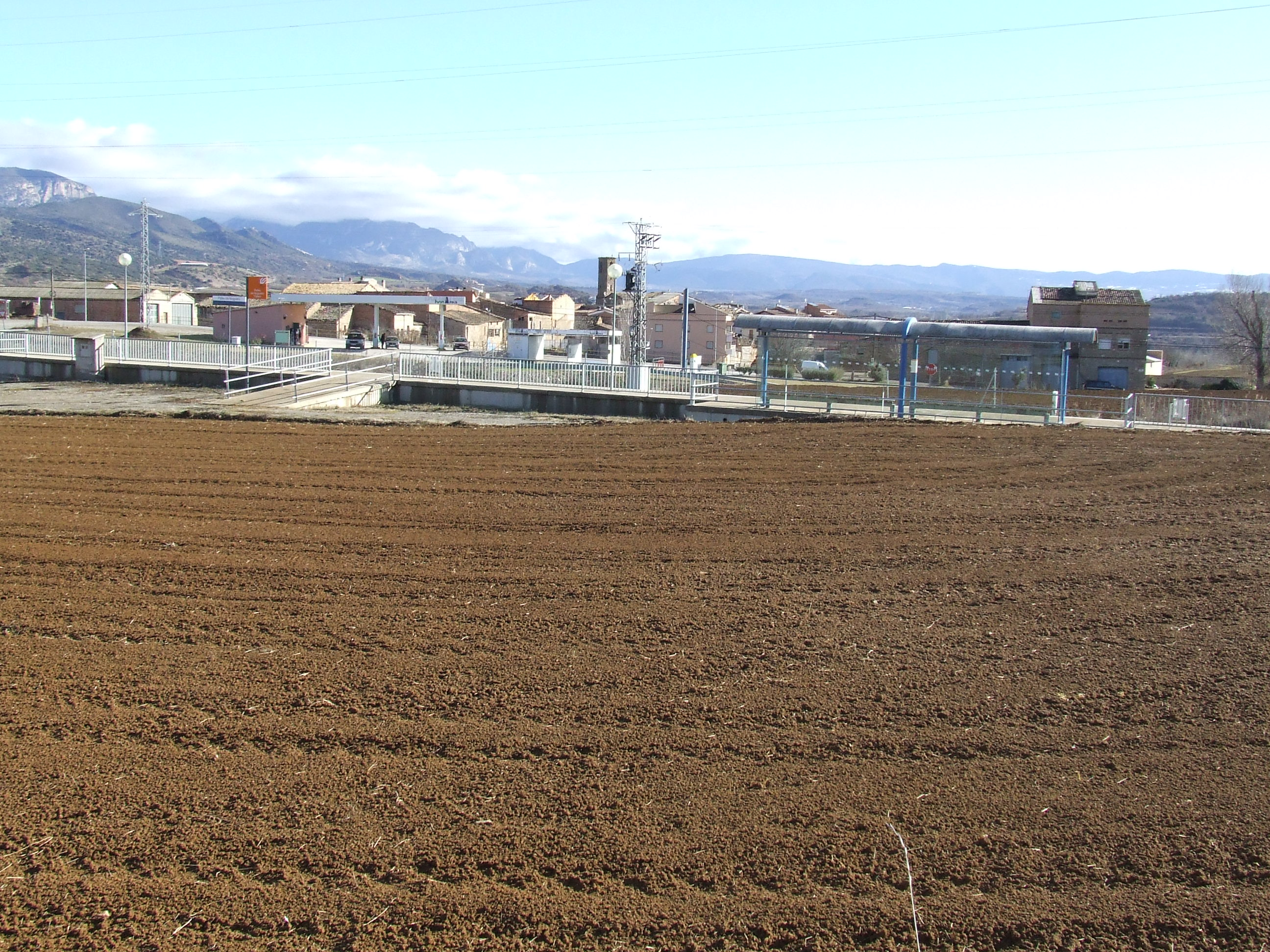
L'estació de tren, la carretera C-13 i el poble al fons

A ran mateix de la vila de Palau de Noguera, a ponent del nucli de població, discorre la carretera C-13 (Lleida - Esterri d'Àneu), que és l'únic que passa per l'antic municipi de Palau de Noguera. Aquesta carretera antigament passava a frec dels ravals de la vila. Actualment ha estat desviada uns 100 metres cap a ponent. Per aquesta carretera circula la línia de transport públic ordinari de Lleida a Esterri d'Àneu, que ofereix, al seu pas per Palau de Noguera un sol servei en direcció a Lleida, que passa una mica abans de les 7 del matí per la vila, i un altre a la inversa, que passa al voltant de les 6 de la tarda.
Paral·lelament a la C-13 discorre el ferrocarril de la línia Lleida - la Pobla de Segur, dels Ferrocarrils de la Generalitat de Catalunya (FGC), que té estació dins de l'antic terme de Palau de Noguera. Es considera parada facultativa, és a dir, que només s'hi atura el tren si hi ha passatgers esperant o bé si el personal del tren ha estat avisat que algun passatger hi vol baixar. La freqüència de trens és de tres al dia en cada sentit, repartits proporcionalment al llarg del dia.
De fet, l'actual estació de Palau de Noguera existeix de pocs anys ençà, i és a prop del nucli de Palau de Noguera. Antigament l'estació era una altra, amb el nom de Palau-Puigcercós, que ha estat substituïda per l'estació actual. L'estació vella ha estat reutilitzada com a Centre de Capacitació Agrària del Pallars Jussà.